# Madurai (huyện)
Huyện Madurai là một huyện thuộc bang Tamil Nadu, Ấn Độ. Thủ phủ huyện Madurai đóng ở Madurai. Huyện Madurai có diện tích 3676 ki lô mét vuông. Đến thời điểm năm 2001, huyện Madurai có dân số 2562279 người.